# Junya Osaki
Junya Osaki (大﨑 淳矢 Osaki Junya?), född 2 april 1991 i Toyama prefektur, är en japansk fotbollsspelare.
Osaki började sin karriär 2009 i Sanfrecce Hiroshima. Med Sanfrecce Hiroshima vann han japanska ligan 2012. 2013 flyttade han till Tokushima Vortis. Han spelade 152 ligamatcher för klubben. 2018 flyttade han till Renofa Yamaguchi FC. Efter Renofa Yamaguchi FC spelade han för Tochigi SC.